# Isohyeet

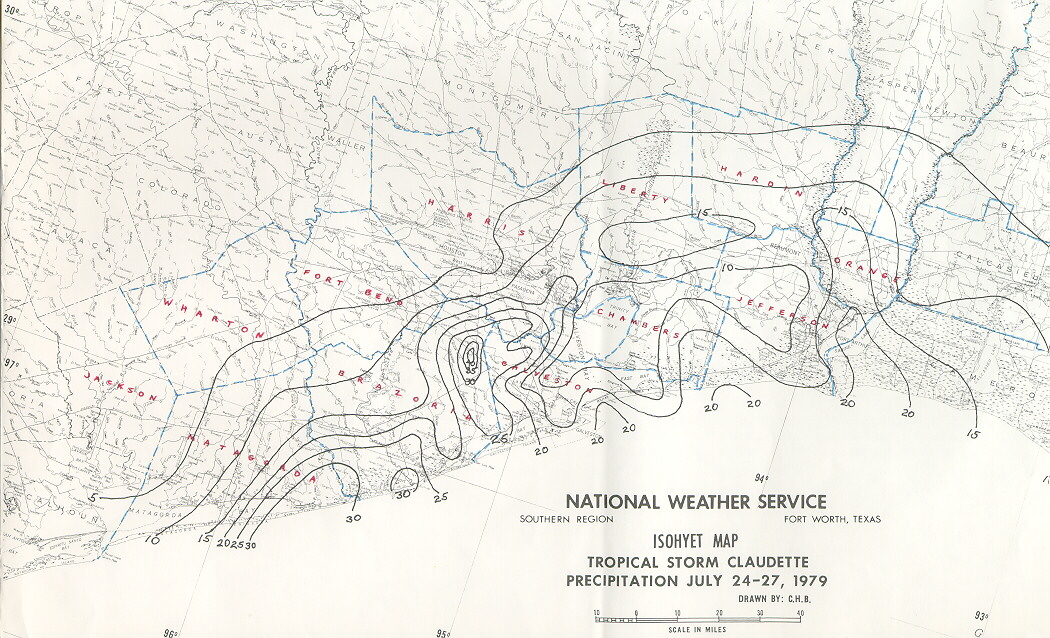
Isohyeetkaart

Een isohyeet is een lijn op een kaart die punten met dezelfde hoeveelheid neerslag verbindt. Een kaart met isohyeten heet een isohyeetkaart. 
Aangezien water noodzakelijk is voor leven en dus landbouw, kan het soort landbouw verschillen per isohyeet. Zo vergt permanente of droge landbouw minimaal 200 mm neerslag per jaar. Dat moet dan wel een redelijk constante neerslag zijn. Bij grotere variatie is minimaal 400 mm nodig. Zo zijn isohyeten te trekken waarbinnen droge landbouw mogelijk is, afhankelijk van de grond.
Dit zijn benaderingen, want naast de neerslag speelt ook de mate van evapotranspiratie een rol bij het bepalen van de voor de vegetatie beschikbare hoeveelheid vocht. Evapotranspiratie is een combinatie van evaporatie en transpiratie, waarbij transpiratie weer afhankelijk is van de bodembedekking. De luchttemperatuur is op beide van invloed. Een hoge verdamping kan een neerslagoverschot om doen slaan in een neerslagtekort.
Gezien de beperkingen van neerslaggegevens alleen, baseerde Wladimir Köppen in 1918 zijn klimaatclassificatie ook op temperatuur. Zo is in een woestijnklimaat de grens 200 mm bij een gemiddelde jaartemperatuur tussen 5 en 10°C, terwijl deze op 320 mm ligt bij een temperatuur van 25° C. Voor een steppeklimaat is de bovengrens respectievelijk 400 mm en 640 mm.
In latere aanpassingen werd ook rekening gehouden met de seizoenen in hoe efficiënt de regenval was. Zo is regenval in gematigde regio's gunstiger in koudere seizoenen, aangezien er dan minder verdampt. Zo hebben gebieden rond de Middellandse Zee en gebieden in Soedan een gelijke gemiddelde neerslag, maar niet hetzelfde landbouwpotentieel. Bij een gemiddelde temperatuur van 25° C geldt in een steppeklimaat bij zomerregen 750 mm als bovengrens en bij winterregen 530 mm.
De tseetsee-lijn loopt langs de isohyeet van 1000 mm.